# Biggles – Tajemný vetřelec
Biggles – Tajemný vetřelec (v originále: Biggles And the Dark Intruder) je dobrodružná kniha od autora W. E. Johnse z roku 1967. V Česku byla vydána nakladatelstvím Toužimský & Moravec v Praze v roce 2000.

## Děj
Inspektor letecké policie James Bigglesworth byl pověřen, aby dopadl jistého nočního letce, který bez povolení létal nad Anglii v noci a tím přidělával starosti britské vládě, protože se vůbec nevědělo, kde, kam, a proč létá. Biggles spolu se svými přáteli ho už několikrát pronásledoval, avšak vždy jim unikl. Po posouzení všech jeho tras letů, které znali díky radarům, usoudili, že místo jeho základny bude nejspíše v pohoří u Cornwallu (přezdívanému "Cornwallské Alpy"). Od inspektora tamní policie se dozvěděli také více podrobností o vraždě jistého policisti Harleye, jehož tělo bylo nalezeno v Cornwallském pohoří a Biggles začal tušit, zda vražda policisti nemá s nočním vetřelcem něco společného. Po nasnímání oblasti zjistili, že u oblasti Bodminské planiny nedávno někdo zapálil vřes, a spálenina připomínala vzletovou dráhu. Rozhodli se tedy danou oblast prozkoumat. Díky Bertiemu, který oblast dobře znal, se dozvěděli, že se zde prováděli těžby na kaolín a Cornwallská planina byla tedy plná různých šachet a zbořených staveb. Po setkání s místním pastýřem Biggles společně s Bertiem zjistil, že jedna šachta byla dosud používána a poté na silnici potkali jistého muže, o kterém se později dozvěděli, že se jedná o bohatého šlechtice jménem sir Humphrey Trethallen. Dále se poté od místního policejního seržanta dozvěděli, že z nedaleké věznice v Dartmooru unikl lupič jménem Kasír Lewis. Biggles se proto společně s Bertiem vydal prozkoumat sídlo sira Trethallena (jednalo se o Hallstone Towers), kde oknem zahlédl, jak se Humphrey baví s uprchlým vězněm. Biggles usoudil, že Trethallen zřejmě pomáhá uprchnout trestancům ze země tím, že pro ně pošle v noci letadlo a jako odměnu si většinou vyžádá část jejich kořisti (v té době totiž proběhlo už několik zdařilých útěků z vezení, kdy vězni nebyli dopadeni). Pro svůj úsudek ale potřeboval důkaz. Poslal proto Bertieho, aby přes noc hlídkoval u Hallstone Towers a sám odjel pozorovat Bodminskou planinu, mezitím co Ginger odjel do Londýna, aby informoval generála Raymonda. Druhý den brzo ráno, však Bertieho na smluveném místě u Hallstone Towes nenalezl. Po návratu zpět na planinu se vydal Ginger na průzkum mezitím, co se do party přidal i Algy a Biggles zajel zpět k Hallstone Towers, kde cestou potkali inspektora, který mezitím s Raymondovým navedením prohledal Hallstone Towers, avšak bezvýsledně. Nasledně Biggles obdržel zprávu, že se objevil vetřelec. Vydali se tedy zpět na planinu, kde očekávali jeho přílet. Bertieho zmizení bylo následek toho, že během své hlídky zahlédl, jak si Kasír společně s Humphrym rozdělují kořist a míří s ní někam pryč. Bertie je sledoval, až když došli k Bodminské planině, kde je už ztratil z dohledu, protože spadl do jedné z důlních jam, v které si uštědřil otřes mozku, a navíc bylo moc hluboká, aby se z ní dostal. Potkal v ní sice muže s žebříkem, který do jámy přišel z jedné důlní chodby, avšak po setkání s Bertiem mu pomoc odmítnul. Bertie tedy vydal svým přátelům znamení tím, že zapálil suchý vřes na okraji jámy a k jeho radosti ho zahlédl Ginger a vytáhl ho ven. Po Bertieho odvozu do nemocnice přistál na planině vetřelec a Biggles společně se svou skupinou zatkli Kasíra a pilota letadla. Znovu se vrátili do Hallstone Towers zatknout Trethallena, ten však po jejich příchodu raději spáchal sebevraždu. Po delším šetření bylo zjištěno, že policista Harley byl zabit Trethallenovou zbraní a byla tak objasněna nejen záhada nočního vetřelce, ale i vražda policisty.

## Hlavní postavy
- James "Biggles" Bigglesworth
- Algernon "Algy" Lacey
- Ginger Hebblethwaite
- Bertram "Bertie" Lissie
- generál Raymond
- sir Humphrey Trethallen
- Kasír Lewis
- inspektor policie v Cornwallu
- pilot vetřelce (jméno v knize není uvedeno)
- konstábl Harley

## Letadla
- British Taylorcraft Auster
- Fieseler Fi 156 (v knize se však vyskytuje jako upravený typ s plováky)